# Rajd Elmot 1988
Rajd Elmot 1988 – 16. edycja Rajdu Elmot. Był to rajd samochodowy rozgrywany od 15 do 17 kwietnia 1988 roku. Była to druga runda Rajdowych Samochodowych Mistrzostw Polski w roku 1988. Rajd składał się z dwudziestu jeden odcinków specjalnych. Rajd rozgrywany był na nawierzchni asfaltowej i szutrowej. Zwycięzcą został Andrzej Koper, który wygrał dwadzieścia OS-ów w tym dwa ex aequo. .

## Wyniki końcowe rajdu[1][2]
| Miejsce | Kierowca           | Pilot                  | Samochód              | Czas    | Strata | Grupa Klasa |
| ------- | ------------------ | ---------------------- | --------------------- | ------- | ------ | ----------- |
| 1       | Andrzej Koper      | Krzysztof Gęborys      | Renault 11 Turbo      | 2:07:16 | -      | B           |
| 2       | Mirosław Krachulec | Marek Kusiak           | Mazda 323 4WD         | 2:13:03 | +5:47  | A-13        |
| 3       | Marek Sadowski     | Grzegorz Gac           | FSO Polonez 1600 C    | 2:17:05 | +9:49  | A-14        |
| 4       | Bogdan Herink      | Barbara Stępkowska     | FSO 1500              | 2:17:21 | +10:05 | A-14        |
| 5       | Romuald Chałas     | Zbigniew Atłowski      | FSO Polonez 1600 C    | 2:18:41 | +11:25 | A-14        |
| 6       | Ryszard Trzciński  | Maciej Hołuj           | Lada VAZ 2105 VFTS    | 2:19:36 | +12:20 | B           |
| 7       | Tomasz Stawowczyk  | Wojciech Stawowczyk    | FSO Polonez 2000      | 2:21:26 | +14:10 | B           |
| 8       | Michał Kulikowski  | Sławomir Walentynowicz | Lada VAZ 2105 MTX     | 2:22:16 | +15:00 | B           |
| 9       | Wiesław Stec       | Jerzy Bigos            | Opel Manta 2.0 E      | 2:22:24 | +15:08 | A-13        |
| 10      | Zbigniew Więcławek | Ryszard Więcławek      | Polski Fiat 125p 1500 | 2:23:45 | +16:29 | A-14        |